# 迈恩哈德
迈恩哈德是德国黑森州的一个市镇。总面积39.70平方公里，总人口4781人，其中男性2342人，女性2439人（2011年12月31日），人口密度120人/平方公里。